# Patricia C. Dunn
Patricia Cecile Dunn-Jahnke, född 27 mars 1953 i Burbank, Kalifornien, död 4 december 2011 i Orinda, Contra Costa County, Kalifornien, var en amerikansk företagsledare och styrelseordförande för Hewlett-Packard under perioden februari 2005 till 22 september 2006, då hon avgick. Dunn var gift med William Jahnke, tidigare chef för Wells Fargo Investment Advisors.